# Diocesi di Trenton
La diocesi di Trenton (in latino Dioecesis Trentonensis) è una sede della Chiesa cattolica negli Stati Uniti d'America suffraganea dell'arcidiocesi di Newark. Nel 2022 contava 922.000 battezzati su 2.130.044 abitanti. È retta dal vescovo David Michael O'Connell, C.M.

## Territorio
La diocesi comprende 4 contee del New Jersey, negli Stati Uniti d'America: Burlington, Mercer, Monmouth e Ocean.
Sede vescovile è la città di Trenton, dove si trova la cattedrale di Santa Maria Assunta (St. Mary of the Assumption). A Freehold sorge la concattedrale di San Roberto Bellarmino.
Il territorio si estende su 5.584 km² ed è suddiviso in 97 parrocchie.

## Storia

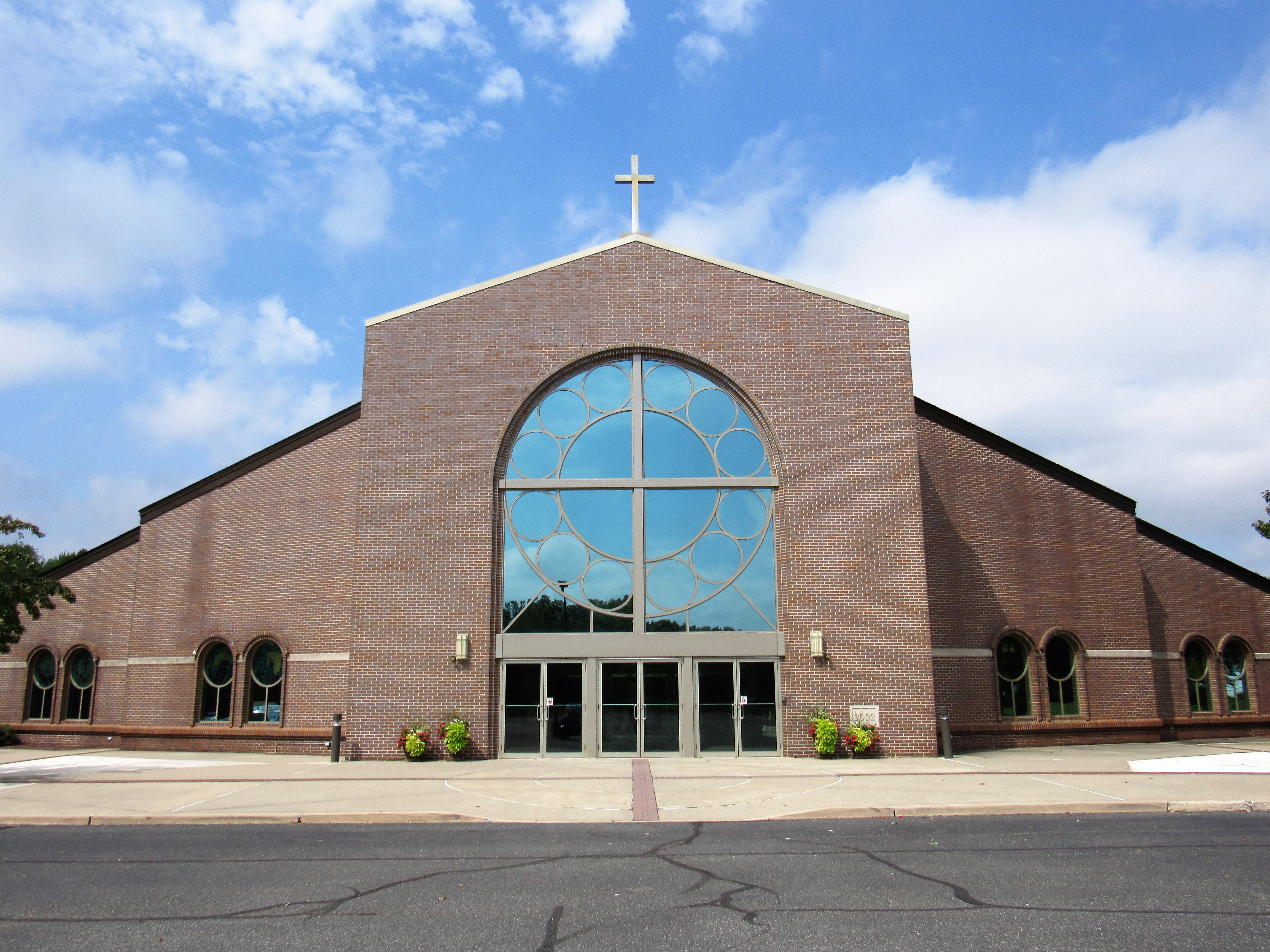
La concattedrale di San Roberto Bellarmino a Freehold

La diocesi è stata eretta il 2 agosto 1881, ricavandone il territorio dalla diocesi di Newark (oggi arcidiocesi).
Il 9 dicembre 1937 e il 19 novembre 1981 ha ceduto porzioni del suo territorio a vantaggio dell'erezione rispettivamente delle diocesi di Camden e di Metuchen.
Inizialmente suffraganea dell'arcidiocesi di New York, il 10 dicembre 1937 è entrata a far parte della provincia ecclesiastica dell'arcidiocesi di Newark.
Nel 1956 la cattedrale fu distrutta dal rogo appiccato da un piromane. Nell'incendio morirono tre persone.
La diocesi è stata coinvolta nello scandalo degli abusi sessuali su cinque chierichetti e la propria nipote da parte del sacerdote Ronald Becker, che operò nelle parrocchie della diocesi dal 1979 al 1989 e fu rimosso dai suoi incarichi nel 2002. Nel 2009 e nel 2011 la diocesi ha accettato di pagare 1,3 milioni di dollari alle vittime degli abusi di Becker per porre fine a due diversi processi.
Il 3 dicembre 2016 con il decreto Ut spirituali della Congregazione per i Vescovi la chiesa di San Roberto Bellarmino di Freehold è stata elevata al rango di concattedrale.

## Cronotassi dei vescovi
Si omettono i periodi di sede vacante non superiori ai 2 anni o non storicamente accertati.
- Michael Joseph O'Farrell † (11 agosto 1881 - 2 aprile 1894 deceduto)
- James Augustine McFaul † (20 luglio 1894 - 16 giugno 1917 deceduto)
- Thomas Joseph Walsh † (10 maggio 1918 - 2 marzo 1928 nominato vescovo di Newark)
- John Joseph McMahon † (2 marzo 1928 - 31 dicembre 1932 deceduto)
- Moses Elias Kiley † (10 febbraio 1934 - 1º gennaio 1940 nominato arcivescovo di Milwaukee)
- William Aloysius Griffin † (21 maggio 1940 - 1º gennaio 1950 deceduto)
- George William Ahr † (28 gennaio 1950 - 23 giugno 1979 ritirato)
- John Charles Reiss † (11 marzo 1980 - 30 giugno 1997 ritirato)
- John Mortimer Fourette Smith † (30 giugno 1997 succeduto - 1º dicembre 2010 ritirato)
- David Michael O'Connell, C.M., succeduto il 1º dicembre 2010

## Statistiche
La diocesi nel 2022 su una popolazione di 2.130.044 persone contava 922.000 battezzati, corrispondenti al 43,3% del totale.
| anno | popolazione | popolazione | popolazione | presbiteri | presbiteri | presbiteri | presbiteri                | diaconi | religiosi | religiosi | parrocchie |
| anno | battezzati  | totale      | %           | numero     | secolari   | regolari   | battezzati per presbitero | diaconi | uomini    | donne     | parrocchie |
| ---- | ----------- | ----------- | ----------- | ---------- | ---------- | ---------- | ------------------------- | ------- | --------- | --------- | ---------- |
| 1950 | 293.662     | 900.000     | 32,6        | 392        | 265        | 127        | 749                       |         | 123       | 1.122     | 156        |
| 1966 | 624.137     | 1.907.274   | 32,7        | 437        | 345        | 92         | 1.428                     |         | 199       | 1.559     | 188        |
| 1970 | 720.785     | 2.162.355   | 33,3        | 631        | 497        | 134        | 1.142                     |         | 182       | 1.674     | 192        |
| 1976 | 785.658     | 2.356.974   | 33,3        | 534        | 424        | 110        | 1.471                     | 1       | 189       | 1.480     | 208        |
| 1980 | 867.266     | 2.602.206   | 33,3        | 560        | 355        | 205        | 1.548                     | 91      | 296       | 1.395     | 215        |
| 1990 | 604.215     | 1.698.100   | 35,6        | 322        | 240        | 82         | 1.876                     | 153     | 139       | 647       | 124        |
| 1999 | 703.531     | 1.763.249   | 39,9        | 300        | 237        | 63         | 2.345                     | 244     | 60        | 509       | 127        |
| 2000 | 712.000     | 1.785.000   | 39,9        | 298        | 235        | 63         | 2.389                     | 258     | 123       | 463       | 126        |
| 2001 | 728.314     | 1.979.314   | 36,8        | 308        | 265        | 43         | 2.364                     | 268     | 84        | 434       | 127        |
| 2002 | 740.357     | 1.900.375   | 39,0        | 304        | 261        | 43         | 2.435                     | 242     | 111       | 427       | 126        |
| 2003 | 761.247     | 1.900.372   | 40,1        | 304        | 257        | 47         | 2.504                     | 245     | 109       | 414       | 127        |
| 2004 | 780.925     | 2.000.235   | 39,0        | 311        | 260        | 51         | 2.511                     | 326     | 123       | 433       | 127        |
| 2010 | 831.707     | 2.066.160   | 40,3        | 313        | 245        | 68         | 2.657                     | 291     | 142       | 376       | 111        |
| 2014 | 868.000     | 2.130.000   | 40,8        | 304        | 245        | 59         | 2.855                     | 218     | 113       | 317       | 109        |
| 2017 | 881.125     | 2.039.060   | 43,2        | 265        | 221        | 44         | 3.325                     | 312     | 103       | 266       | 107        |
| 2020 | 893.280     | 2.061.960   | 43,3        | 240        | 202        | 38         | 3.722                     | 230     | 90        | 181       | 99         |
| 2022 | 922.000     | 2.130.044   | 43,3        | 231        | 193        | 38         | 3.991                     | 227     | 85        | 151       | 97         |